# Trachypithecus delacouri
El lutung o langur de Delacour (Trachypithecus delacouri) es una especie de primate catarrino perteneciente a la familia Cercopithecidae. Es endémico de Vietnam.
Se encuentra catalogada como especie en peligro crítico de extinción por la UICN, y fue incluido en la publicación bienal Los 25 primates en mayor peligro del mundo, 2008-2010.